# Robert-André Vivien
Pour les articles homonymes, voir Vivien.
Robert-André Vivien, né selon les sources le 21 ou le 24 février 1923 à Saint-Mandé (Seine, actuellement Val-de-Marne) et mort le 8 mai 1995 à Saint-Mandé (Val-de-Marne), est un homme politique français, député du département de la Seine puis du Val-de-Marne.

## Biographie
Robert-André Vivien est le fils de Louis Vivien (1892-1934) et d'Aline Deshayes (1898-1946).
Ancien jeune FFL, puis plus tard engagé volontaire dans le bataillon français de l'ONU des Forces des Nations unies en Corée (FNUC) en 1950, il est un très fidèle gaulliste et « pompidolien », durant 48 ans de vie politique. Il soutient Jacques Chaban-Delmas en 1974 et est le premier en Val-de-Marne, et longtemps un des seuls, à soutenir Jacques Chirac en 1995.
Robert-André Vivien était par ailleurs connu pour ses traits d'esprit, mots d'humour, et calembours (parfois scabreux) et lapsus à l'Assemblée nationale dont le célèbre « Enfin Monsieur le Ministre, durcissez votre sexe, heu pardon, votre texte » à l'occasion d'un débat parlementaire sur la classification des films X en 1975. Il a également été le coproducteur du film La Nuit du risque de Sergio Gobbi en 1986 où il tient son propre rôle à la fin du film au côté notamment de Jacques Toubon et quelques personnalités du RPR.

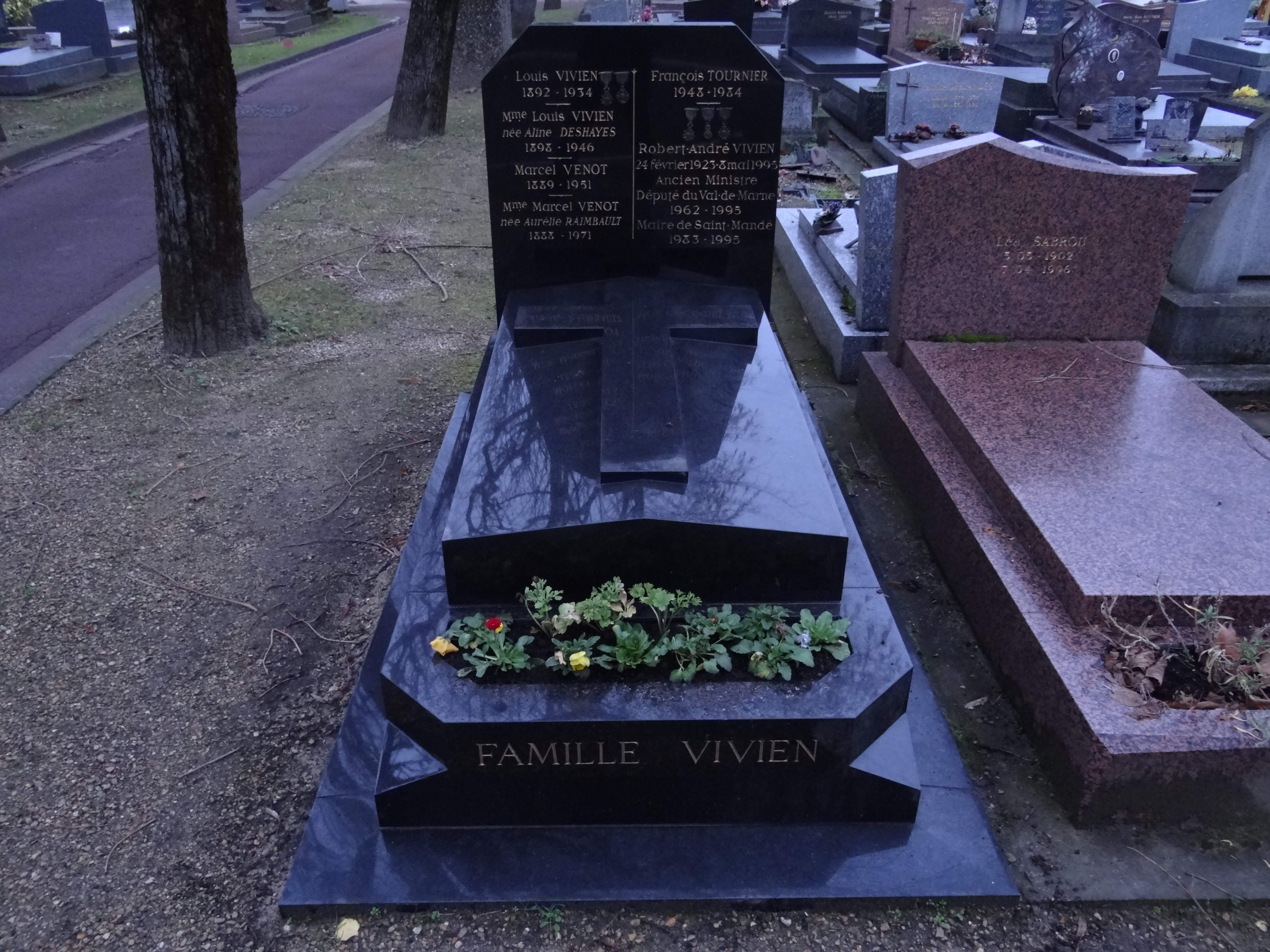
Sépulture de la famille Vivien au cimetière Sud de Saint-Mandé (Paris).

## Décorations
- Commandeur de la Légion d'honneur
- Médaillé Militaire
- croix de guerre 39-45 avec 3 citations
- croix de guerre des TOE avec 1 citation
- Médaille de la Résistance
- Croix du combattant volontaire avec agrafes « 1939-1945 » et « Corée » ;
- Croix du combattant volontaire de la Résistance
- Croix du combattant
- médaille des blessés
- Médaille commémorative française de la guerre 1939–1945 avec agrafe « Libération » ;
- Médaille commémorative française des opérations de l'Organisation des Nations unies en Corée
- Médaille des Nations unies pour la Corée

## Mandats
- Député (UNR, UDR puis RPR) de la Seine puis du Val-de-Marne de 1962 à 1995 (9 fois élu ou réélu) :
  - Député (UNR) de Seine (46e circonscription) de 1962 à 1967, battant le sortant centriste Quinson.
  - Député (UDR) du Val-de-Marne (7e circonscription) de 1967 à 1968, réélu en 1968, devient secrétaire d'état de 1969 à 1972
  - Député (UDR) du Val-de-Marne (7e Circonscription) de 1973 à 1978
  - Député (RPR) du Val-de-Marne (7e Circonscription) de 1978 à 1981 réélu en 1986 (proportionnelle) et 1988
  - Député (RPR) du Val-de-Marne (7e circonscription) de 1993 à son décès le 8 mai 1995

- Président de la commission des finances à l'Assemblée nationale, de 1978 à 1981
- Conseiller Général de la Seine puis du Val-de-Marne de 1959 à 1988 où il laisse sa place à Patrick Beaudouin, qui lui succède à la Mairie de Saint-Mandé en 1995, puis comme député (après un mandat comme suppléant de Michel Giraud) entre 2002 et 2012 (battu par une candidate écologiste soutenue par le PS, la circonscription passant à gauche pour la première fois depuis 1958)
- Conseiller régional d'île-de-France
- Secrétaire d'État au Logement du 20 juin 1969 au 5 juillet 1972, il participe activement à la résolution du problème des bidonvilles et à la création de l'Agence nationale pour l'amélioration de l'habitat (ANAH)
- Maire de Saint-Mandé, élu en 1983 à la suite du départ de Jean Bertaud, réélu en 1989, jusqu'à son décès en 1995, il avait auparavant été élu conseiller municipal sur la liste du sénateur-maire Jean Bertaud de 1947 à 1965.

## Hommages
Une grande partie de l'avenue Herbillon à Saint-Mandé a été rebaptisée Avenue Robert-André-Vivien pour lui rendre hommage. Son épouse Colette est décédée en 2007.